# Ľudovít Kukorelli
Ľudovít Kukorelli (ur. 8 października 1914 w Krásnej Hôrce, części Twardoszyna, zm. 24 listopada 1944 w Haburze) – słowacki wojskowy, lotnik, partyzant komunistyczny. 

## Życiorys

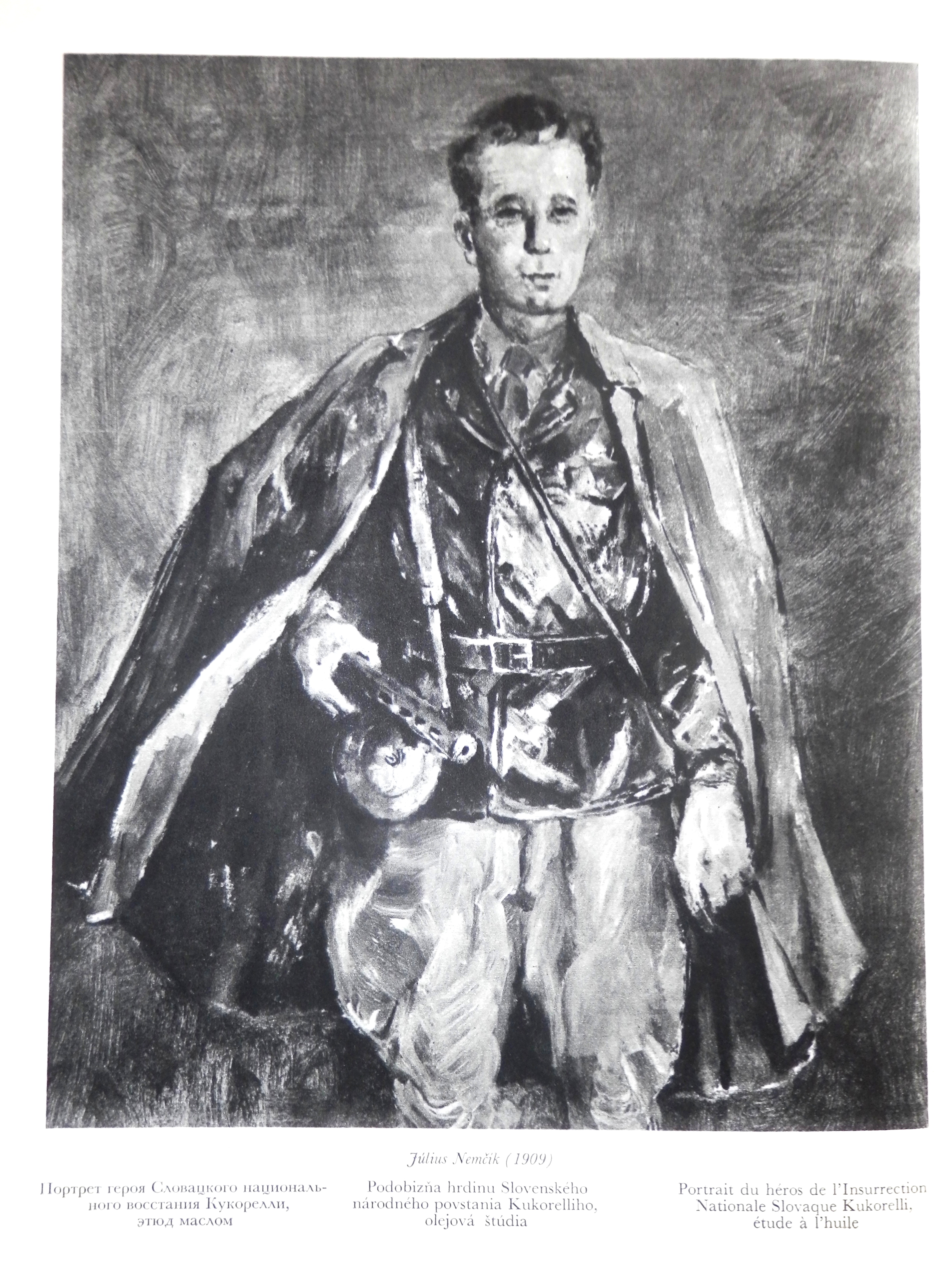
Obraz Jozefa Kotuliča z 1947

Był synem urzędnika Ľudovíta (1876-1953) oraz nauczycielki Marii z domu Ujhaziovej (1882-1925). W latach 1933–1935 odbywał służbę wojskową, w tym ukończył Szkołę Oficerów Piechoty Rezerwy i podjął zawodową służbę wojskową. Od 1 maja 1937 był porucznikiem lotnictwa, a od 1941 służył w Pieszczanach, w armii Republiki Słowackiej. Brał udział w walkach z Sowietami. 
W 1940 wstąpił do antyfaszystowskiej grupy oporu „Demec”, której przewodził Michal Zibrín. Po ujawnieniu tej siatki został wycofany z frontu i zatrzymany. 19 listopada 1941 Sąd Wojskowy w Bratysławie skazał go na dziewięć miesięcy więzienia za niezgłoszenie zbrodni, o której miał wiedzę. Pozbawiono go wówczas stopnia oficerskiego i wydalono z czynnej służby wojskowej. W zakładzie karnym przebywał do 20 maja 1942. Potem pracował w Pieszczanach jako tragarz w fabryce sody. Nadal działał w podziemiu antyfaszystowskim. 31 stycznia 1943  ponownie go zatrzymano, ale udało mu się tym razem zbiec. 8 lutego 1943 Centralny Urząd Bezpieczeństwa Państwowego wydał nakaz aresztowania. Był od tego czasu poszukiwany. Nawiązał kontakt z członkami komunistycznego ruchu oporu, w czym pomogła mu podziemna grupa „Flóra”. W kwietniu 1943 został członkiem oddziału partyzanckiego tworzonego przez zbiegłych żołnierzy sowieckich. Zamieszkiwał w lasach niedaleko Matiaški koło Hanušoviec nad Topľou, utrzymywany przez członków „Flory”. Po 9 kwietnia 1944 pełnił funkcję szefa sztabu oddziału (dowódcą był I. K. Baľuta). Aktywizował działania grupy, do tego stopnia, że latem 1944 była ona już najliczniejszym i najsilniejszym oddziałem partyzanckim na wschodniej Słowacji. Przyjęła nazwę „Čapajev”. Dokonywała akcji zbrojnych na magazyny wroga, atakowała mniej liczne oddziały regularne, napadała na żandarmów oraz terroryzowała ludność cywilną, co nie wpisywało się w przygotowania do Słowackiego Powstania Narodowego, gdzie armia miała współpracować z partyzantką. W początku sierpnia 1944 doszło jednak do podpisania porozumienia o zakończeniu działań zbrojnych pomiędzy „Čapajevem”, a Mikulášem Markusem reprezentującym armię. Od tego czasu partyzanci atakowali głównie Niemców. Kukorelli doprowadził m.in. do wyrwania się z okrążenia w trójkącie Stropkov – Humenné – Medzilaborce w sierpniu 1944. 
Zmarł w niewyjaśnionych okolicznościach w okresie zbliżania się frontu, kiedy partyzanci mieli zostać przerzuceni na tyły sowietów. 24 listopada 1944 w okolicy wsi Habura miał zostać zabity przez własnych ludzi (majora Wiktora Nikołajewicza Kokina) strzałem z małej odległości. Informacja ta opiera się jedynie na spisanych świadectwach mówionych. Pochowano go w Koszycach.

## Upamiętnienie
W 2015 Helena Pažurová wydała o nim książkę biograficzną "Ľudovít Kukorelli. Životný príbeh vojaka a partizána" (Múzeum Slovenského Národného Povstania). 
Jego pomnik stoi na Staničnym námestiu w Koszycach (1958). Jest to brązowe popiersie na granitowych pylonach. Twórcami monumentu byli A. Račko i L. Greč. W 1976 obiekt przeszedł remont. Inne pomniki (również popiersia na cokole) stoją we wsi Habura, gdzie zginął oraz w obrębie Wydziału Lotniczego Politechniki w Koszycach. 

## Galeria

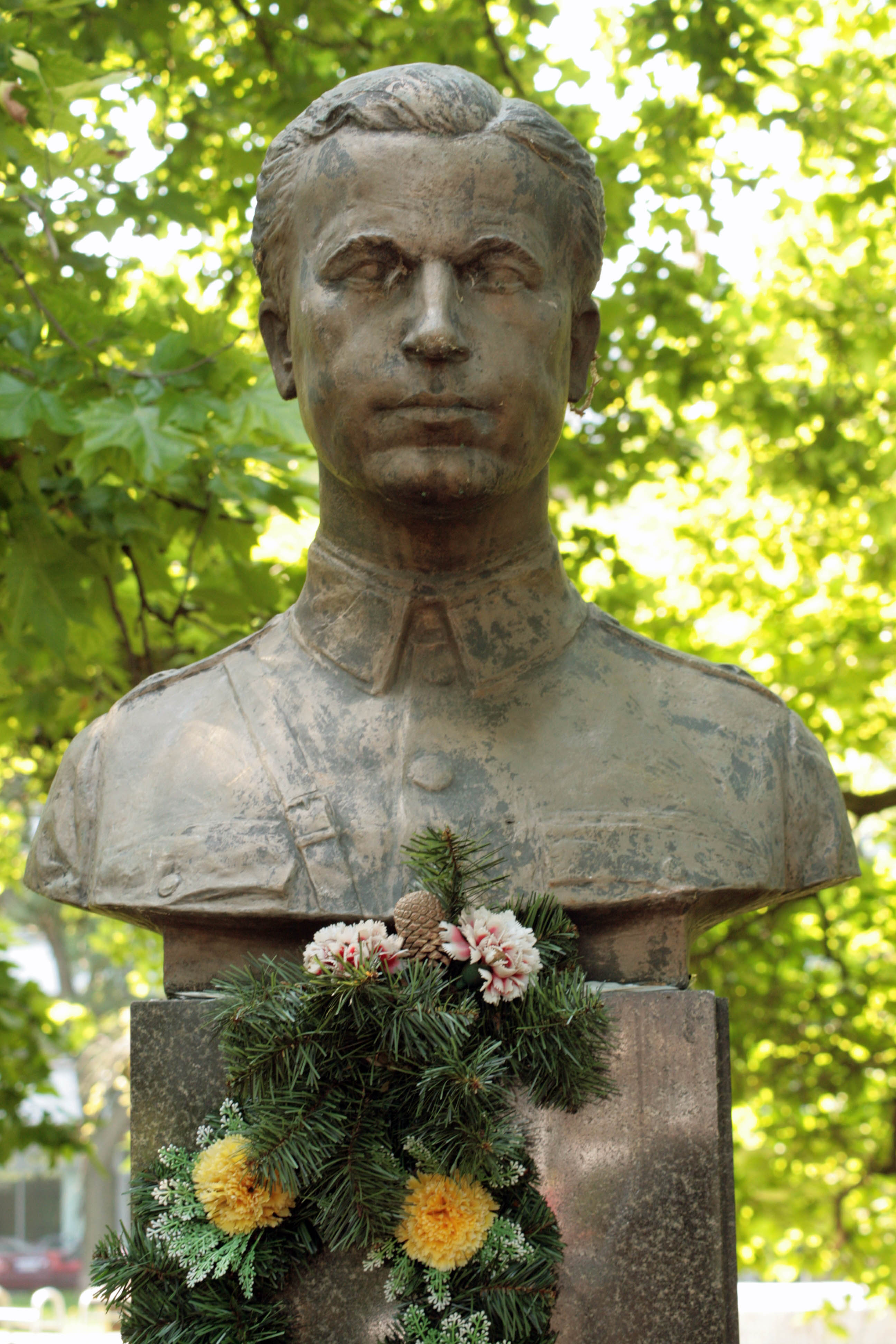
Pomnik w Koszycach
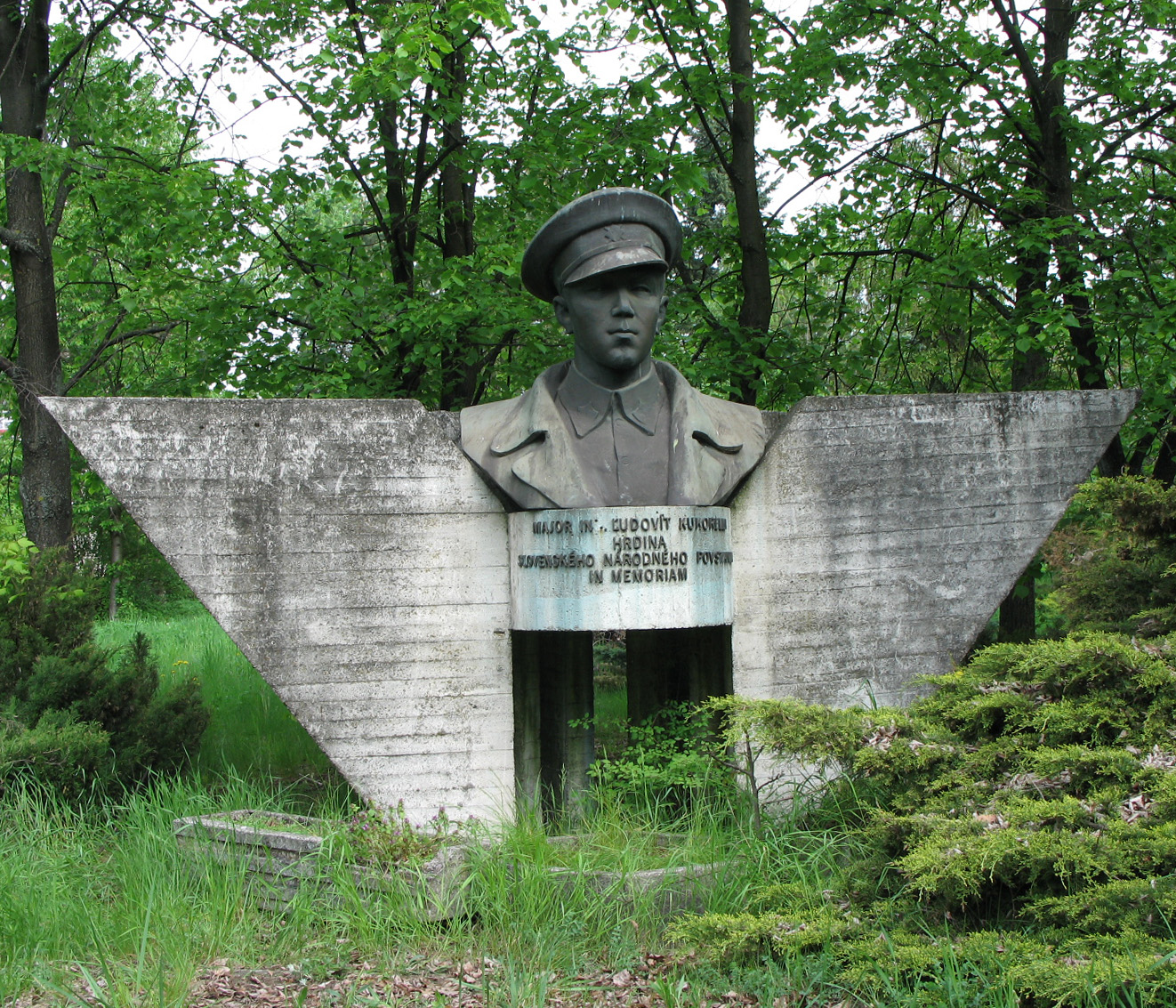
Pomnik na Politechnice Koszyckiej
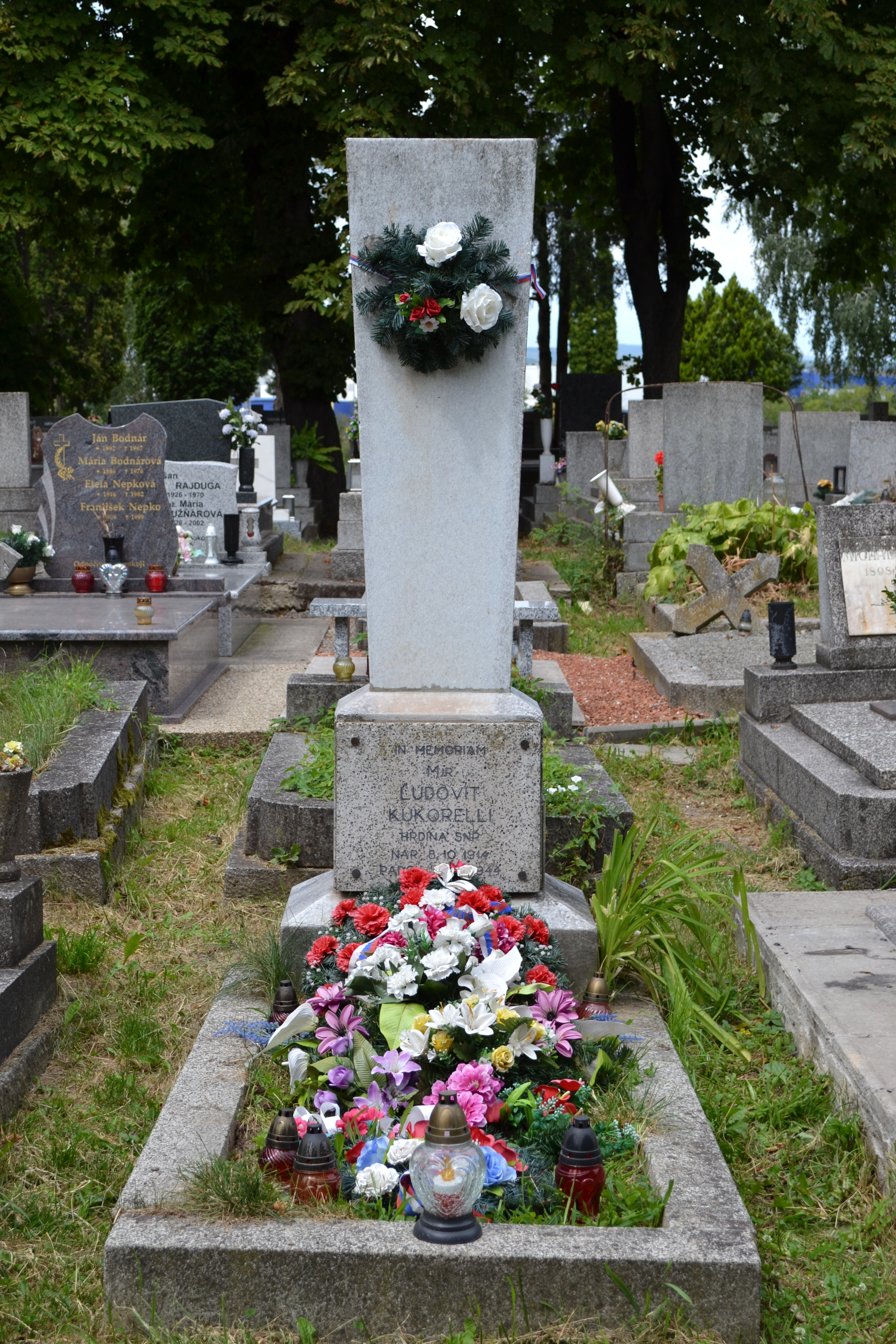
Nagrobek